# Campeonato Sub-15 de la Concacaf de 2019
El Campeonato Sub-15 de la Concacaf de 2019 fue la tercera edición y se llevó a cabo en agosto del año 2019 en Estados Unidos.

## Estadios
Todos los partidos se llevaron a cabo en el IMG Academy de Bradenton, Florida, Estados Unidos.

## Formato
El torneo juvenil, que brindará acceso al fútbol internacional a más de 750 niños de toda la región de Concacaf, se disputará en dos rondas. Para la fase de grupos de la primera ronda, los 42 equipos participantes se dividieron en tres divisiones, de acuerdo al Ranking Sub-17 Masculino de Concacaf de 2019, lo que garantiza el equilibrio deportivo y mínimo cuatro partidos para cada equipo.
La División Uno la conformarán los 14 equipos mejor clasificados de Concacaf, además de Eslovenia y Portugal. Los 16 equipos se han dividido en cuatro grupos de cuatro equipos cada uno (Grupos A-D). Después de la fase de grupos, los ganadores y los mejores segundos equipos de cada grupo avanzarán a los cuartos de final para jugar por el Campeonato. Los equipos que terminen terceros y cuartos jugarán un partido adicional para determinar su posición final en la división.
La División Dos estará compuesta por los siguientes 15 equipos mejor clasificados de Concacaf, e Israel. Los 16 equipos se han dividido en cuatro grupos de cuatro equipos cada uno (Grupos E-H). Después de la fase de grupos, los cuatro ganadores de los grupos avanzarán a las semifinales para jugar por el campeonato divisional. Los equipos que terminen segundos, terceros y cuartos jugarán un partido adicional para determinar su posición final en la división. 
La División Tres estará compuesta por los 10 equipos de Concacaf con la clasificación más baja. Los equipos se han dividido en dos grupos de cinco equipos cada uno (Grupos I y J). Después de la fase de grupos, los ganadores avanzarán a la final divisional, mientras que los equipos restantes jugarán un partido adicional para determinar su posición final en la división. 
Cada partido durará 70 minutos, que comprende dos períodos de 35 minutos con un intervalo de 10 minutos entre ellos. En el juego de campeonato, si el puntaje está empatado al final del tiempo reglamentario, se jugarán dos períodos de tiempo extra de 10 minutos. Si el puntaje sigue empatado al final del tiempo extra, se realizará una tanda de penales para determinar el ganador.

## División Uno

### Grupo A
| Equipo  | Pts | PJ | PG | PE | PP | GF | GC | Dif |
| ------- | --- | -- | -- | -- | -- | -- | -- | --- |
| México  | 7   | 3  | 2  | 1  | 0  | 9  | 1  | 8   |
| Israel  | 4   | 3  | 1  | 1  | 1  | 6  | 4  | 2   |
| Panamá  | 4   | 3  | 1  | 1  | 1  | 4  | 4  | 0   |
| Curazao | 1   | 3  | 0  | 1  | 2  | 1  | 11 | -10 |

| 4 de agosto de 2019 | México | 3:0     | Panamá | IMG Academy, Bradenton, Florida, Estados Unidos |                                   |
|                     |        | Reporte |        | Árbitro(s): Yusru Rudolf (Canadá)               | Árbitro(s): Yusru Rudolf (Canadá) |

| 4 de agosto de 2019 | Israel | 5:0     | Curazao | IMG Academy, Bradenton, Florida, Estados Unidos |                                            |
|                     |        | Reporte |         | Árbitro(s): Natalie Simon (Estados Unidos)      | Árbitro(s): Natalie Simon (Estados Unidos) |

| 5 de agosto de 2019 | Curazao | 1:1     | Panamá | IMG Academy, Bradenton, Florida, Estados Unidos |                                              |
|                     |         | Reporte |        | Árbitro(s): Filiberto Martínez (El Salvador)    | Árbitro(s): Filiberto Martínez (El Salvador) |

| 5 de agosto de 2019 | Israel | 1:1     | México | IMG Academy, Bradenton, Florida, Estados Unidos |                                       |
|                     |        | Reporte |        | Árbitro(s): Jamar Springer (Barbados)           | Árbitro(s): Jamar Springer (Barbados) |

| 7 de agosto de 2019 | Panamá | 3:0     | Israel | IMG Academy, Bradenton, Florida, Estados Unidos |                                           |
|                     |        | Reporte |        | Árbitro(s): Nima Saghafi (Estados Unidos)       | Árbitro(s): Nima Saghafi (Estados Unidos) |

| 7 de agosto de 2019 | Curazao | 0:5     | México | IMG Academy, Bradenton, Florida, Estados Unidos |                                  |
|                     |         | Reporte |        | Árbitro(s): Iván Zupan (Croacia)                | Árbitro(s): Iván Zupan (Croacia) |

### Grupo B
| Equipo         | Pts | PJ | PG | PE | PP | GF | GC | Dif |
| -------------- | --- | -- | -- | -- | -- | -- | -- | --- |
| Estados Unidos | 9   | 3  | 3  | 0  | 0  | 9  | 0  | 9   |
| Haití          | 4   | 3  | 1  | 1  | 1  | 2  | 3  | -1  |
| Guatemala      | 4   | 3  | 1  | 1  | 1  | 2  | 4  | -2  |
| Surinam        | 0   | 3  | 0  | 0  | 3  | 0  | 6  | -6  |

| 4 de agosto de 2019 | Estados Unidos | 2:0 | Haití | IMG Academy, Bradenton, Florida, Estados Unidos |  |

| 4 de agosto de 2019 | Guatemala | 1:0 | Surinam | IMG Academy, Bradenton, Florida, Estados Unidos |  |

| 5 de agosto de 2019 | Estados Unidos | 3:0 | Guatemala | IMG Academy, Bradenton, Florida, Estados Unidos |  |

| 5 de agosto de 2019 | Surinam | 0:1 | Haití | IMG Academy, Bradenton, Florida, Estados Unidos |  |

| 7 de agosto de 2019 | Surinam | 0:4 | Estados Unidos | IMG Academy, Bradenton, Florida, Estados Unidos |  |

| 7 de agosto de 2019 | Haití | 1:1 | Guatemala | IMG Academy, Bradenton, Florida, Estados Unidos |  |

### Grupo C
| Equipo      | Pts | PJ | PG | PE | PP | GF | GC | Dif |
| ----------- | --- | -- | -- | -- | -- | -- | -- | --- |
| Eslovenia   | 9   | 3  | 3  | 0  | 0  | 9  | 0  | 9   |
| Canadá      | 6   | 3  | 2  | 0  | 1  | 11 | 3  | 8   |
| El Salvador | 1   | 3  | 0  | 1  | 2  | 3  | 11 | -8  |
| Guadalupe   | 1   | 3  | 0  | 1  | 2  | 3  | 12 | -9  |

| 4 de agosto de 2019 | Canadá | 7:0 | El Salvador | IMG Academy, Bradenton, Florida, Estados Unidos |  |

| 4 de agosto de 2019 | Eslovenia | 5:0 | Guadalupe | IMG Academy, Bradenton, Florida, Estados Unidos |  |

| 5 de agosto de 2019 | Eslovenia | 3:0 | Canadá | IMG Academy, Bradenton, Florida, Estados Unidos |  |

| 5 de agosto de 2019 | Guadalupe | 3:3 | El Salvador | IMG Academy, Bradenton, Florida, Estados Unidos |  |

| 7 de agosto de 2019 | El Salvador | 0:1 | Eslovenia | IMG Academy, Bradenton, Florida, Estados Unidos |  |

| 7 de agosto de 2019 | Guadalupe | 0:4 | Canadá | IMG Academy, Bradenton, Florida, Estados Unidos |  |

### Grupo D
| Equipo            | Pts | PJ | PG | PE | PP | GF | GC | Dif |
| ----------------- | --- | -- | -- | -- | -- | -- | -- | --- |
| Portugal          | 7   | 3  | 2  | 1  | 0  | 11 | 2  | 9   |
| Costa Rica        | 7   | 3  | 2  | 1  | 0  | 7  | 3  | 4   |
| Trinidad y Tobago | 1   | 3  | 0  | 1  | 2  | 1  | 7  | -6  |
| Barbados          | 1   | 3  | 0  | 1  | 2  | 2  | 9  | -7  |

| 4 de agosto de 2019 | Costa Rica | 3:0 | Trinidad y Tobago | IMG Academy, Bradenton, Florida, Estados Unidos |  |

| 4 de agosto de 2019 | Portugal | 6:0 | Barbados | IMG Academy, Bradenton, Florida, Estados Unidos |  |

| 5 de agosto de 2019 | Portugal | 2:2 | Costa Rica | IMG Academy, Bradenton, Florida, Estados Unidos |  |

| 5 de agosto de 2019 | Barbados | 1:1 | Trinidad y Tobago | IMG Academy, Bradenton, Florida, Estados Unidos |  |

| 7 de agosto de 2019 | Trinidad y Tobago | 0:3 | Portugal | IMG Academy, Bradenton, Florida, Estados Unidos |  |

| 7 de agosto de 2019 | Barbados | 1:2 | Costa Rica | IMG Academy, Bradenton, Florida, Estados Unidos |  |

## Cuartos lugares
| 8 de agosto de 2019 | Curazao | 0:1 | Guadalupe | IMG Academy, Bradenton, Florida, Estados Unidos |  |

| 8 de agosto de 2019 | Surinam | 2:0 | Barbados | IMG Academy, Bradenton, Florida, Estados Unidos |  |

## Terceros lugares
| 8 de agosto de 2019 | Panamá | 5:0 | El Salvador | IMG Academy, Bradenton, Florida, Estados Unidos |  |

| 8 de agosto de 2019 | Guatemala | 4:2 | Trinidad y Tobago | IMG Academy, Bradenton, Florida, Estados Unidos |  |

## Cuartos de final
| 8 de agosto de 2019 | México | 0:2 | Canadá | IMG Academy, Bradenton, Florida, Estados Unidos |  |

| 8 de agosto de 2019 | Estados Unidos | 2:0 | Costa Rica | IMG Academy, Bradenton, Florida, Estados Unidos |  |

| 8 de agosto de 2019 | Eslovenia                                               | 0:0 (4:1 p.)               | Israel      | IMG Academy, Bradenton, Florida, Estados Unidos |  |
|                     |                                                         | Reporte                    |             |                                                 |  |
|                     |                                                         | Tiros desde el punto penal |             |                                                 |  |
|                     | Tom Kljun · Nejc Klasnja · Jan Rovsek · Matjaz Kamensek |                            | Niv Huber · |                                                 |  |

| 8 de agosto de 2019 | Portugal | 7:0 | Haití | IMG Academy, Bradenton, Florida, Estados Unidos |  |

## Semifinales
| 10 de agosto de 2019 | Estados Unidos | 0:3 | Portugal | IMG Academy, Bradenton, Florida, Estados Unidos |  |

| 10 de agosto de 2019 | Canadá | 1:2 | Eslovenia | IMG Academy, Bradenton, Florida, Estados Unidos |  |

## Final
| 11 de agosto de 2019 | Eslovenia | 0:2 | Portugal | IMG Academy, Bradenton, Florida, Estados Unidos |  |

## División dos

### Grupo E
| Equipo       | Pts | PJ | PG | PE | PP | GF | GC | Dif |
| ------------ | --- | -- | -- | -- | -- | -- | -- | --- |
| Nicaragua    | 7   | 3  | 2  | 1  | 0  | 7  | 0  | 7   |
| Guyana       | 6   | 3  | 2  | 0  | 1  | 7  | 4  | 3   |
| Islas Caimán | 4   | 3  | 1  | 1  | 1  | 1  | 2  | -1  |
| Bahamas      | 0   | 3  | 0  | 0  | 3  | 1  | 10 | -9  |

| 5 de agosto de 2019 | Nicaragua | 3:0 | Guyana | IMG Academy, Bradenton, Florida, Estados Unidos |  |

| 5 de agosto de 2019 | Islas Caimán | 1:0 | Bahamas | IMG Academy, Bradenton, Florida, Estados Unidos |  |

| 6 de agosto de 2019 | Islas Caimán | 0:0 | Nicaragua | IMG Academy, Bradenton, Florida, Estados Unidos |  |

| 6 de agosto de 2019 | Bahamas | 1:5 | Guyana | IMG Academy, Bradenton, Florida, Estados Unidos |  |

| 8 de agosto de 2019 | Guyana | 2:0 | Islas Caimán | IMG Academy, Bradenton, Florida, Estados Unidos |  |

| 8 de agosto de 2019 | Bahamas | 0:4 | Nicaragua | IMG Academy, Bradenton, Florida, Estados Unidos |  |

### Grupo F
| Equipo               | Pts | PJ | PG | PE | PP | GF | GC | Dif |
| -------------------- | --- | -- | -- | -- | -- | -- | -- | --- |
| Puerto Rico          | 7   | 3  | 2  | 1  | 0  | 5  | 2  | 3   |
| Martinica            | 6   | 3  | 2  | 0  | 1  | 7  | 5  | 2   |
| Granada              | 2   | 3  | 0  | 2  | 1  | 2  | 4  | -2  |
| República Dominicana | 1   | 3  | 0  | 1  | 2  | 0  | 3  | -3  |

| 5 de agosto de 2019 | República Dominicana | 0:2 | Puerto Rico | IMG Academy, Bradenton, Florida, Estados Unidos |  |

| 5 de agosto de 2019 | Granada | 2:4 | Martinica | IMG Academy, Bradenton, Florida, Estados Unidos |  |

| 6 de agosto de 2019 | Granada | 0:0 | República Dominicana | IMG Academy, Bradenton, Florida, Estados Unidos |  |

| 6 de agosto de 2019 | Martinica | 2:3 | Puerto Rico | IMG Academy, Bradenton, Florida, Estados Unidos |  |

| 8 de agosto de 2019 | Puerto Rico | 0:0 | Granada | IMG Academy, Bradenton, Florida, Estados Unidos |  |

| 8 de agosto de 2019 | Martinica | 1:0 | República Dominicana | IMG Academy, Bradenton, Florida, Estados Unidos |  |

### Grupo G
| Equipo                 | Pts | PJ | PG | PE | PP | GF | GC | Dif |
| ---------------------- | --- | -- | -- | -- | -- | -- | -- | --- |
| Santa Lucía            | 9   | 3  | 3  | 0  | 0  | 7  | 2  | 5   |
| Guayana Francesa       | 6   | 3  | 2  | 0  | 1  | 5  | 3  | 2   |
| Belice                 | 3   | 3  | 1  | 0  | 2  | 4  | 5  | -1  |
| San Cristóbal y Nieves | 0   | 3  | 0  | 0  | 3  | 2  | 8  | -6  |

| 5 de agosto de 2019 | Santa Lucía | 3:1 | San Cristóbal y Nieves | IMG Academy, Bradenton, Florida, Estados Unidos |  |

| 5 de agosto de 2019 | Guayana Francesa | 3:0 | Belice | IMG Academy, Bradenton, Florida, Estados Unidos |  |

| 6 de agosto de 2019 | Guayana Francesa | 0:2 | Santa Lucía | IMG Academy, Bradenton, Florida, Estados Unidos |  |

| 6 de agosto de 2019 | Belice | 3:0 | San Cristóbal y Nieves | IMG Academy, Bradenton, Florida, Estados Unidos |  |

| 8 de agosto de 2019 | San Cristóbal y Nieves | 1:2 | Guayana Francesa | IMG Academy, Bradenton, Florida, Estados Unidos |  |

| 8 de agosto de 2019 | Belice | 1:2 | Santa Lucía | IMG Academy, Bradenton, Florida, Estados Unidos |  |

### Grupo H
| Equipo                       | Pts | PJ | PG | PE | PP | GF | GC | Dif |
| ---------------------------- | --- | -- | -- | -- | -- | -- | -- | --- |
| Bermudas                     | 7   | 3  | 2  | 1  | 0  | 9  | 4  | 5   |
| Antigua y Barbuda            | 6   | 3  | 2  | 0  | 1  | 8  | 5  | 3   |
| San Vicente y las Granadinas | 4   | 3  | 1  | 1  | 1  | 8  | 5  | 3   |
| Aruba                        | 0   | 3  | 0  | 0  | 3  | 2  | 13 | -11 |

| 5 de agosto de 2019 | Bermudas | 3:0 | Antigua y Barbuda | IMG Academy, Bradenton, Florida, Estados Unidos |  |

| 5 de agosto de 2019 | Aruba | 0:4 | San Vicente y las Granadinas | IMG Academy, Bradenton, Florida, Estados Unidos |  |

| 6 de agosto de 2019 | Aruba | 2:4 | Bermudas | IMG Academy, Bradenton, Florida, Estados Unidos |  |

| 6 de agosto de 2019 | San Vicente y las Granadinas | 2:3 | Antigua y Barbuda | IMG Academy, Bradenton, Florida, Estados Unidos |  |

| 8 de agosto de 2019 | Antigua y Barbuda | 5:0 | Aruba | IMG Academy, Bradenton, Florida, Estados Unidos |  |

| 8 de agosto de 2019 | San Vicente y las Granadinas | 2:2 | Bermudas | IMG Academy, Bradenton, Florida, Estados Unidos |  |

## Cuartos lugares
| 9 de agosto de 2019 | Bahamas | 3:0 | San Cristóbal y Nieves | IMG Academy, Bradenton, Florida, Estados Unidos |  |

## Terceros lugares
| 9 de agosto de 2019 | Islas Caimán | 1:1 | Belice | IMG Academy, Bradenton, Florida, Estados Unidos |  |

| 9 de agosto de 2019 | Granada | 0:0 | San Vicente y las Granadinas | IMG Academy, Bradenton, Florida, Estados Unidos |  |

## Segundos lugares
| 9 de agosto de 2019 | Guyana | 1:1 | Guayana Francesa | IMG Academy, Bradenton, Florida, Estados Unidos |  |

| 9 de agosto de 2019 | Martinica | 1:0 | Antigua y Barbuda | IMG Academy, Bradenton, Florida, Estados Unidos |  |

## Semifinales
| 9 de agosto de 2019 | Nicaragua | 2:3 | Santa Lucía | IMG Academy, Bradenton, Florida, Estados Unidos |  |

| 9 de agosto de 2019 | Puerto Rico | 2:1 | Bermudas | IMG Academy, Bradenton, Florida, Estados Unidos |  |

## Final
| 10 de agosto de 2019 | Santa Lucía | 3:1 | Puerto Rico | IMG Academy, Bradenton, Florida, Estados Unidos |  |

## División Tres

### Grupo I
| Equipo                               | Pts | PJ | PG | PE | PP | GF | GC | Dif |
| ------------------------------------ | --- | -- | -- | -- | -- | -- | -- | --- |
| Sint Maarten (Países Bajos)          | 7   | 3  | 2  | 1  | 0  | 5  | 0  | 5   |
| Bonaire                              | 7   | 3  | 2  | 1  | 0  | 5  | 1  | 4   |
| Islas Vírgenes de los Estados Unidos | 3   | 3  | 1  | 0  | 2  | 6  | 6  | 0   |
| Anguila                              | 0   | 3  | 0  | 0  | 3  | 1  | 10 | -9  |

| 5 de agosto de 2019 | Islas Vírgenes de los Estados Unidos | 5:1 | Anguila | IMG Academy, Bradenton, Florida, Estados Unidos |  |

| 5 de agosto de 2019 | Sint Maarten | 0:0 | Bonaire | IMG Academy, Bradenton, Florida, Estados Unidos |  |

| 6 de agosto de 2019 | Islas Vírgenes de los Estados Unidos | 1:4 | Bonaire | IMG Academy, Bradenton, Florida, Estados Unidos |  |

| 6 de agosto de 2019 | Anguila | 0:4 | Sint Maarten | IMG Academy, Bradenton, Florida, Estados Unidos |  |

| 8 de agosto de 2019 | Anguila | 0:1 | Bonaire | IMG Academy, Bradenton, Florida, Estados Unidos |  |

| 8 de agosto de 2019 | Sint Maarten | 1:0 | Islas Vírgenes de los Estados Unidos | IMG Academy, Bradenton, Florida, Estados Unidos |  |

### Grupo J
| Equipo                    | Pts | PJ | PG | PE | PP | GF | GC | Dif |
| ------------------------- | --- | -- | -- | -- | -- | -- | -- | --- |
| Islas Vírgenes Británicas | 10  | 4  | 3  | 1  | 0  | 13 | 4  | 9   |
| Dominica                  | 10  | 4  | 3  | 1  | 0  | 10 | 6  | 4   |
| Montserrat                | 4   | 4  | 1  | 1  | 2  | 5  | 6  | -1  |
| Islas Turcas y Caicos     | 3   | 4  | 1  | 0  | 3  | 4  | 8  | -4  |
| Saint-Martin (Francia)    | 1   | 4  | 0  | 1  | 3  | 5  | 13 | -8  |

| 4 de agosto de 2019 | Montserrat | 2:0 | Islas Turcas y Caicos | IMG Academy, Bradenton, Florida, Estados Unidos |  |

| 4 de agosto de 2019 | Islas Vírgenes Británicas | 3:3 | Dominica | IMG Academy, Bradenton, Florida, Estados Unidos |  |

| 5 de agosto de 2019 | Montserrat | 0:2 | Islas Vírgenes Británicas | IMG Academy, Bradenton, Florida, Estados Unidos |  |

| 5 de agosto de 2019 | Islas Turcas y Caicos | 3:1 | Saint-Martin (Francia) | IMG Academy, Bradenton, Florida, Estados Unidos |  |

| 6 de agosto de 2019 | Islas Turcas y Caicos | 1:3 | Dominica | IMG Academy, Bradenton, Florida, Estados Unidos |  |

| 6 de agosto de 2019 | Saint-Martin (Francia) | 2:2 | Montserrat | IMG Academy, Bradenton, Florida, Estados Unidos |  |

| 7 de agosto de 2019 | Dominica | 2:1 | Saint-Martin (Francia) | IMG Academy, Bradenton, Florida, Estados Unidos |  |

| 7 de agosto de 2019 | Islas Vírgenes Británicas | 2:0 | Islas Turcas y Caicos | IMG Academy, Bradenton, Florida, Estados Unidos |  |

| 8 de agosto de 2019 | Islas Vírgenes Británicas | 6:1 | Saint-Martin (Francia) | IMG Academy, Bradenton, Florida, Estados Unidos |  |

| 8 de agosto de 2019 | Montserrat | 1:2 | Dominica | IMG Academy, Bradenton, Florida, Estados Unidos |  |

## Partido homenaje
| 10 de agosto de 2019 | Pequeño Haití | 3:4 | Saint-Martin | IMG Academy, Bradenton, Florida, Estados Unidos |  |

Nota: En un partido de homenaje, Little Haití FC de Miami cayó tres goles a cuatro contra Saint Martin en un homenaje póstumo a los jugadores del equipo de Miami que murieron en un accidente de tránsito recientemente.

## Cuartos lugares
| 10 de agosto de 2019 | Anguila | 0:0 | Islas Turcas y Caicos | IMG Academy, Bradenton, Florida, Estados Unidos |  |

## Terceros lugares
| 10 de agosto de 2019 | Islas Vírgenes de los Estados Unidos | 2:1 | Montserrat | IMG Academy, Bradenton, Florida, Estados Unidos |  |

## Segundos lugares
| 10 de agosto de 2019 | Bonaire | 3:1 | Dominica | IMG Academy, Bradenton, Florida, Estados Unidos |  |

## Primer lugar
| 10 de agosto de 2019 | Sint Maarten | 0:7 | Islas Vírgenes Británicas | IMG Academy, Bradenton, Florida, Estados Unidos |  |